# Металургійні заводи в Тіо
Металургійні заводи в Тіо — колишні виробничі майданчики у Меланезії на острові Нова Каледонія (заморське володіння Франції).
У другій половині 1880-х компанія Société le Nickel (SLN) вирішила створити плавильний завод у районі нікелевого рудника Тіо. У 1887-му сюди в район Ouroué перемістили обладнання першого в історії Нової Каледонії металургійного заводу, що діяв в районі Нумеа та був закритий за пару років до того. Майданчик в Ouroué почав діяти в 1889-му, проте вже у 1891-му закрився переважно через технічні проблеми, при цьому за два роки встигли випустити 587 тонн нікелевого штейну.
У 1900-х роках керівництво SLN повернулось до проєкту власного плавильного зводу і в 1912-му такий майданчик запустили в районі Mission. Для доставки до нього руди з найвіддаленішої копальні гірничого центру Тіо проклали колію завдовжки 18 кілометрів. У 1912-му завод видав 1652 тонни нікелевого штейну, а наступного року цей показник зріс до 2314 тонн.
Відомо, що в 1920 та 1926 роках SLN виробила 1671 та 2020 тонн нікелевого штейну відповідно. У першій половині 1929-го SLN експортувала з Тіо 430 тонн штейну зі вмістом нікелю 76 % (можливо відзначити, що на той час вона вже мала ще один нікелеплавильний завод у Яте).
На тлі потужної світової економічної кризи SLN почала встановлювати контроль над металургійним заводом у Доніамбо (в районі Нумеа). Як наслідок, в 1931-му завод у Mission закрили, а його обладнання перемістили до Доніамбо.